# Jeff Daniel Phillips
Jeff Daniel Phillips jest amerykańskim aktorem filmowym i telewizyjnym.

## Kariera
Pojawił się w horrorach Roba Zombie: Halloween II (2009), The Lords of Salem (2012) oraz 31 (2016). W drugim z nich odegrał postać ukochanego głównej bohaterki, granej przez Sheri Moon Zombie. W dramacie kryminalnym Nieznani (Unknown, 2006) partnerował Gregowi Kinnearowi, Jamesowi Caviezelowi, Peterowi Stormare'owi oraz Jeremy'emu Sisto. W 2016 grał Tenderloina w serialu telewizyjnym Westworld. Współpracował z Mickeyem Keatingiem nad horrorem Psychopaths (2017). Okazjonalnie zajmuje się reżyserią i pisaniem scenariuszy. Jego autorski film krótkometrażowy Hide (2003) został wyróżniony podczas Los Angeles Silver Lake Film Festival.
W Stanach Zjednoczonych znany jest jako aktor z reklam firmy ubezpieczeniowej Government Employees Insurance Company (GEICO). Kampania reklamowa, w której zagrał jaskiniowca, przyczyniła się do powstania sitcomu Cavemen, który stacja ABC nadawała jesienią 2007 roku; Phillips wystąpił w nim w roli Maurice’a.